# Roger Allam
Pour les articles homonymes, voir Allam.
Cet article possède un paronyme, voir Roger Hallam.
Roger Allam est un acteur britannique né le 26 octobre 1953 à Bow, Londres, Royaume-Uni. Il fait ses études au Christ's Hospital et à l'Université de Manchester. Son père est recteur de St Mary Woolnoth à Londres (Royaume-Uni).

## Biographie

### Carrière

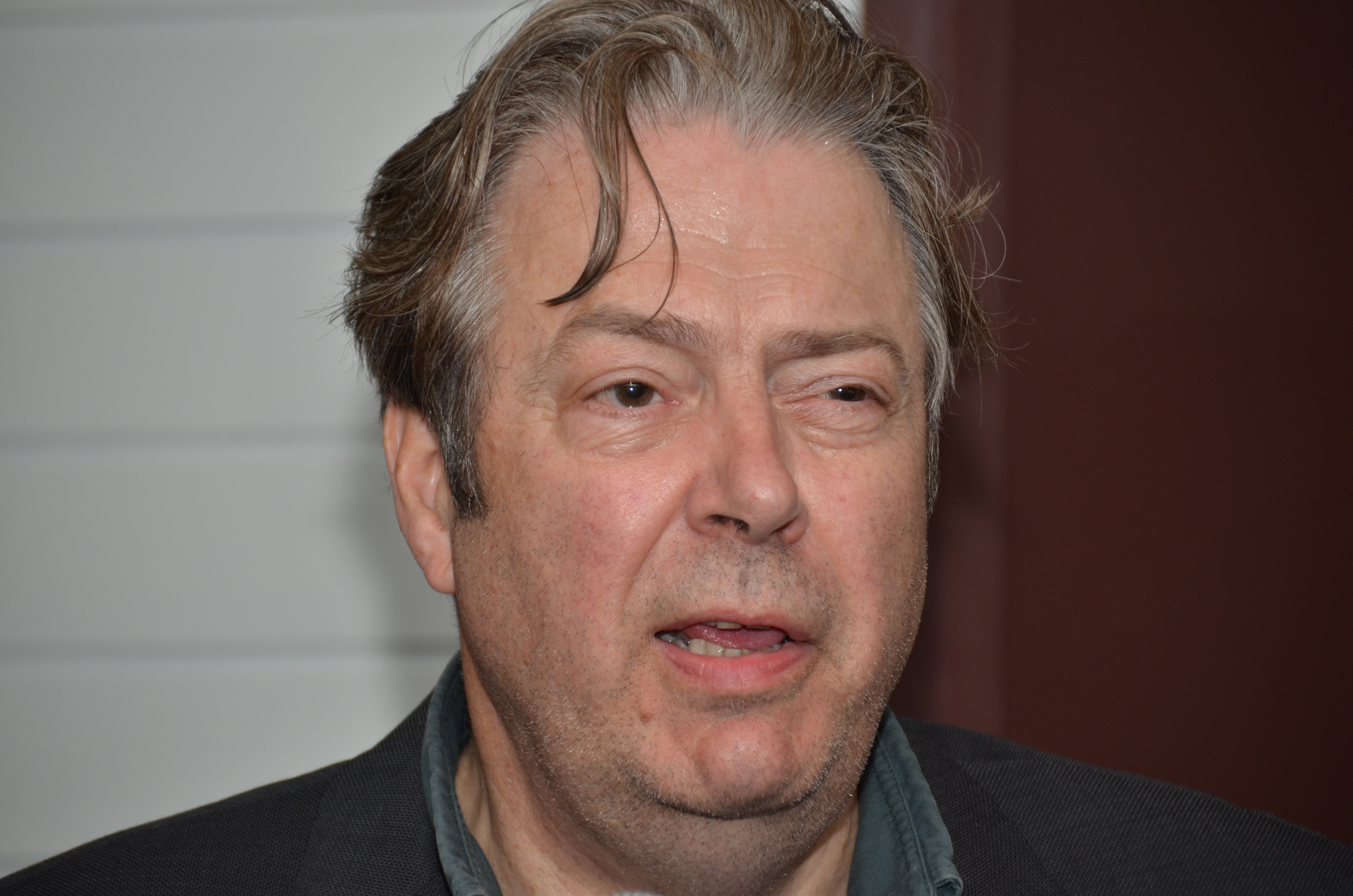
Roger Allam au Festival du film britannique de Dinard 2016.

Il gagne le prestigieux Olivier Award à trois reprises : deux fois pour meilleur acteur et une fois pour meilleur second rôle. Il obtient aussi un Evening Standard Film Award. Roger Allam est principalement connu pour son rôle dans le film V for Vendetta, la série Les Enquêtes de Morse et les pièces de radio-théâtre, notamment Cabin Pressure (en).

### Vie privée
Il est marié à l'actrice Rebecca Saire (en), avec qui il a deux fils, William, né en 2000, acteur, et Thomas.

## Filmographie

### Théatre
1984 : Romeo and Juliet : Mercutio - Royal Shakespeare Theatre
1985 : Les Misérables : Javert (Orignal London Cast) - Barbican Theatre (1985) Palace Theatre(1986)

### Cinéma
- 1989 : Wilt (en) : Dave
- 2003 : Strangers : Eric
- 2005 : Tournage dans un jardin anglais : Adrian
- 2005 : V pour Vendetta : Lewis Prothero
- 2006 : Le Vent se lève : Sir John Hamilton
- 2006 : The Queen : Sir Robin Janvrin
- 2008 : Speed Racer : Mr Royalton
- 2010 : Tamara Drewe : Nicholas Hardiment
- 2011 : Pirates des Caraïbes : La Fontaine de jouvence : Henry Pelham
- 2011 : La Dame de Fer : Gordon Reece
- 2012 : La Part des Anges : Thaddeus
- 2012 : La Dame en noir : Mr Bentley
- 2013 : La Voleuse de Livres : la Mort (voix)
- 2015 : Mr. Holmes de Bill Condon
- 2016 : The Hippopotamus de John Jencks : Ted Wallace
- 2016 : Ethel et Ernest film d'animation de Roger Mainwood : voix du médecin
- 2021 : Tetris de Jon S. Baird : Robert Maxwell

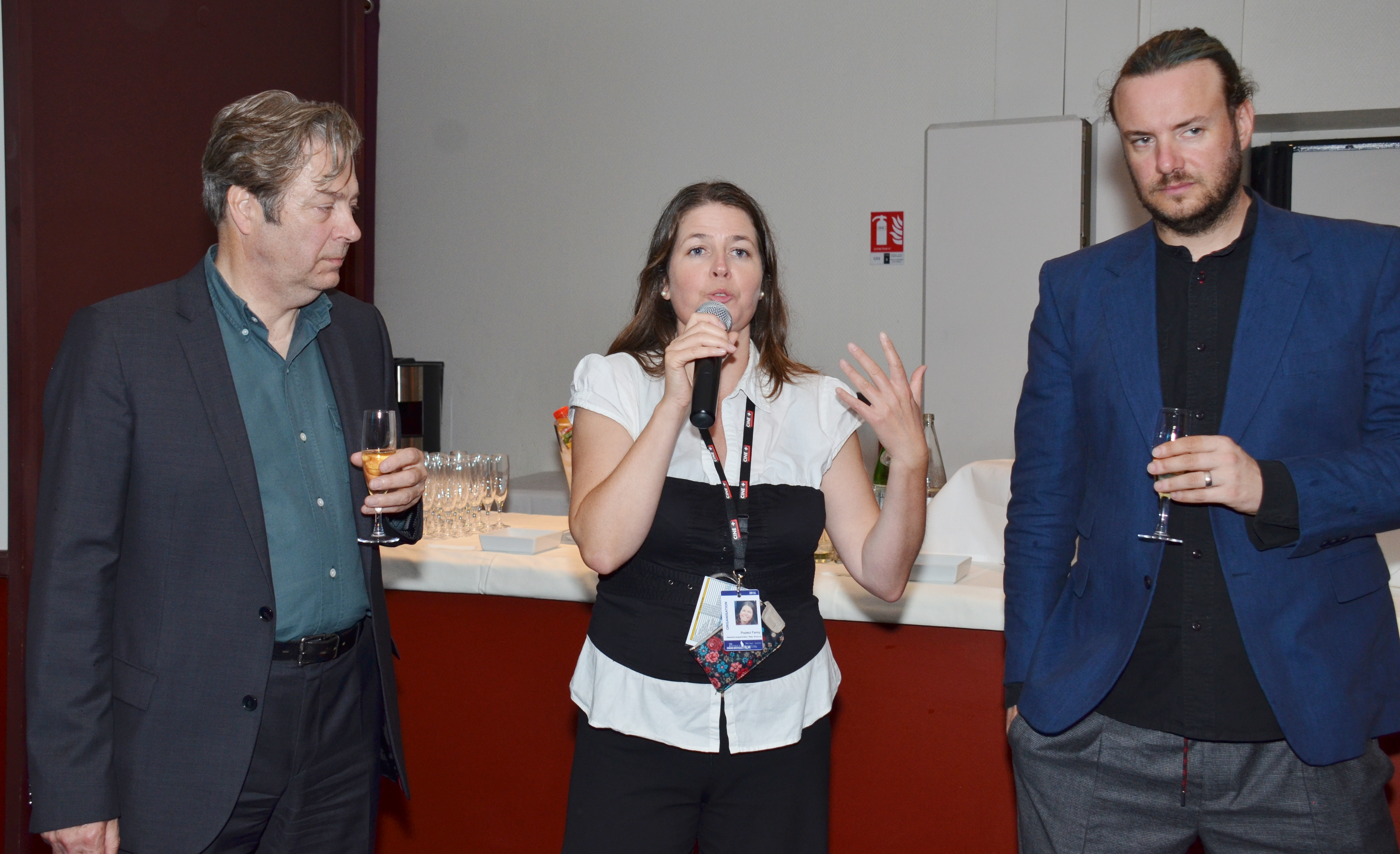
Roger Allam et John Jencks au Festival du film britannique de Dinard 2016.

### Télévision
- 1989 : Ending Up : Dr Mainwaring
- 1989 : The fairy queen (La reine des fées) : Oberon
- 1990 : Les 6 de Birmingham: 16 ans d'erreur (The Investigation: Inside a Terrorist Bombing) : Charles Tremayne
- 1994 : A Landing on the Sun : Stephen Summerchild
- 1995 : Henry IV : King Richard II
- 1998 : The Creatives : Charlie Baxter
- 1998 : Fidèle jusqu'à la mort, 4e épisode de la série télévisée Inspecteur Barnaby : Alan Hollingsworth
- 1999 : RKO 281 : La Bataille de Citizen Kane : Walt Disney
- 2002 : Seuls au bout du monde (Stranded) de Charles Beeson (téléfilm) : Thomas Blunt
- 2003 : The Roman Spring of Mrs. Stone : Christopher
- 2005 : The Inspector Lynley Mysteries: The Seed of Cunning : Simon Featherstonehaugh
- 2008 : Margaret : John Wakeham
- 2011 : Game of Thrones : Illyrio Mopatis
- 2012-2023  :  Les Enquêtes de Morse : Inspecteur Chef Thursday
- 2016: The Missing (saison 2) : Adrian Stone
- 2022 : Murder In Provence de Shelagh Stephenson : Antoine Verlaque
- 2022 : Sandman : Azazel (voix) (1 épisode)